# Графы-короли
Графы-короли (нем. Grafenkönige) — термин, введённый историком Берндом Шнайдмюллером, под которым подразумевались правители Священной Римской империи между концом великого междуцарствия в 1273 году и окончательным приобретением престола династией Габсбургов в 1438 году. К ним относились:
- Рудольф, король Германии (1273—1291). К моменту избрания — граф Габсбург.
- Адольф, король (1292—1298). Граф Нассау
- Альбрехт I, король (1298—1308). Герцог Австрии и Штирии.
- Генрих VII, король с 1308 года, император с 1312 по 1313 год. Граф Люксембурга.
- Людовик IV, король с 1314 года, император с 1328 по 1347. Герцог Баварии.
- Карл IV, король с 1346 года, император с 1355 по 1378 год. Король Богемии.
- Венцель, король (1378—1400)
- Рупрехт, король (1401—1410). Курфюрст Пфальца.
- Йост, король (1410—1411). Маркграф Моравии, курфюрст Брандербурга.
- Сигизмунд, король с 1410 года, император с 1433 по 1437 год. Король Венгрии и Хорватии.

Однако эта классификация не является общепризнанной историками. Фактически, в этот период имперскими графами были только Рудольф I, Адольф Нассауский и Генрих VII; все остальные короли были герцогами или (чешскими) королями и курфюрстами.